# Campeonato Mundial de Ciclismo em Pista de 1936
O Campeonato Mundial UCI de Ciclismo em Pista de 1936 foi realizado em Zurique, na Suíça, entre os dias 28 de agosto e 6 de setembro. Foram disputadas três provas masculinas, duas de profissionais e uma de amador.

## Sumário de medalhas

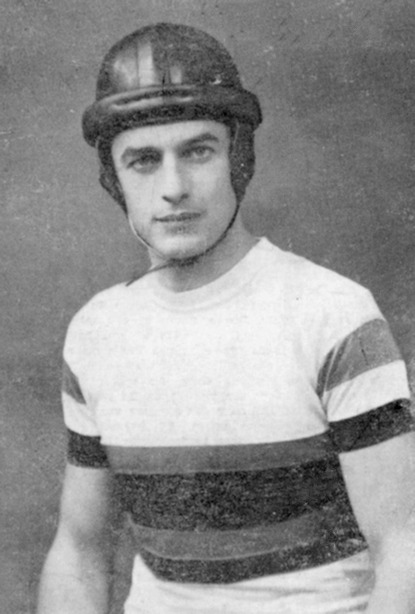
André Raynaud ciclista profissional da França vencedor da prova motor-paced

| Eventos profissionais masculinos |                                |                            |                           |
| Velocidade individual            | Jef Scherens · Bélgica         | Louis Gérardin · França    | Albert Richter · Alemanha |
| Motor-paced                      | André Raynaud · França         | Charles Lacquehay · França | Georges Ronsse · Bélgica  |
| Evento amador masculino          |                                |                            |                           |
| Velocidade individual            | Arie van Vliet · Países Baixos | Pierre Georget · França    | Henri Collard · Bélgica   |

## Quadro de medalhas
| Ordem | País          | Medalha de ouro | Medalha de prata | Medalha de bronze | Total |
| ----- | ------------- | --------------- | ---------------- | ----------------- | ----- |
| 1     | Alemanha      | 1               | 2                | 0                 | 3     |
| 2     | Bélgica       | 1               | 0                | 1                 | 2     |
| -     | França        | 1               | 0                | 1                 | 2     |
| 4     | Países Baixos | 0               | 1                | 1                 | 2     |